# له‌کتله
له‌کتله (به فرانسوی: Le Catelet) یک کمون در فرانسه است که در ان (ا-دو-فرانس) واقع شده‌است. له‌کتله ۰٫۴ کیلومتر مربع مساحت دارد و ۹۳ متر بالاتر از سطح دریا واقع شده‌است.